# Hugo Buderus
Hugo Buderus (* 9. März 1841 in Hirzenhain; † 25. Januar 1907 ebenda) war ein deutscher Unternehmer und Politiker.

## Leben
Er war ein Sohn des Unternehmers und Reichstagsabgeordneten Georg Carl Theodor Buderus (1808–1873) und dessen Ehefrau Christina genannt Margarethe geborene Hillen (1814–1885) und kam aus einer Familie, die schon seit dem 17. Jahrhundert in der traditionellen Eisenproduktion und -verarbeitung tätig war. Die Familie Buderus besaß zur Zeit der Geburt von Hugo Buderus eine Reihe von größeren Betrieben in Ober- und Mittelhessen. Der Unternehmer Georg Heinrich Friedrich Wilhelm Buderus (1838–1895) war sein Bruder. 
Buderus besuchte das Gymnasium und studierte in Darmstadt Maschinenbau und Gießereiwesen. Danach absolvierte er eine kaufmännische Ausbildung und stieg in das Familienunternehmen ein. Seit 1873 war er gleichberechtigter Gesellschafter neben seinem Bruder Georg Buderus II. und dessen gleichnamigen Sohn. Buderus konzentrierte sich anders als sein Bruder auf die Gießerei, weil das in der Region gefundene Eisenerz zur Stahlerzeugung kaum geeignet war. Im Jahr 1884 wurde das Familienunternehmen in eine Aktiengesellschaft umgewandelt. Im Jahr 1891 übernahm Hugo Buderus das Hirzenhainer Eisenwerk in seinen Privatbesitz. Damit schied er aus dem eigentlichen Familienunternehmen zumindest teilweise aus. Im Jahr 1895 erwarb er von der Familie durch ein eigens neu gegründetes Unternehmen die Main-Weser-Hütte in Lollar. Sein Unternehmen wandelte er auch in eine AG um. Im Jahr 1903 wurde das Unternehmen in die Eisenwerke Hirzenhain Hugo Buderus und die Eisenwerke Lollar AG aufgeteilt. Die Lollar AG schloss sich 1905 mit den Buderusschen Eisenwerken zusammen.
Interessenspolitisch war Buderus aktiv im Gießereiverband und war Mitglied mehrerer Aufsichtsräte. Daneben war Buderus politisch tätig. Er war Mitglied im Kreistag von Büdingen, im oberhessischen Provinzialtag und saß als Mitglied der nationalliberalen Partei von 1884 bis 1890 im Reichstag. Dort vertrat er als Abgeordneter den Wahlkreis Großherzogtum Hessen 1 (Gießen). Seit 1886 war er lebenslanges Mitglied der ersten Ständekammer des Großherzogtums Hessen.
Nach Hugo Buderus ist eine Schule in Hirzenhain benannt.